# Стразьке
Стразьке (Стражське, словац. Strážske, нім. Straschke, угор. Őrmező) — місто в Східній Словаччині, в районі Михайлівці Кошицького краю. Найпівнічніша точка району. Населення — 4 551 осіб. Переважна більшість населення (>96 %) — словаки. Проживають також цигани, чехи, русини та українці.
Місто розташоване на берегах річки Лаборець.

## Населення
| Рік:            | 1994. | 2004.   | 2014.   | 2024.   |
| --------------- | ----- | ------- | ------- | ------- |
| Кількість осіб: | 4427  | 4455    | 4398    | 4166    |
| Різниця:        |       | +0,63 % | -1,27 % | -5,27 % |

| Рік:            | 2023. | 2024.   |
| --------------- | ----- | ------- |
| Кількість осіб: | 4191  | 4166    |
| Різниця:        |       | -0,59 % |

## Пам'ятки
У місті є римо-католицький костел, греко-католицька церква Вознесіння Господа з 1794 року в стилі класицизму та православна церква з 21 століття.

## Економіка
У місті розташована хімічна фабрика «Хемко» відома через шкідливі токсичні відходи, разом з деревообробною фабрикою «Букоза» у Воронові та колишньою фабрикою «Хемлон» у Гуменному становили т. зв. «трикутник смерті» з найвищим рівнем смертності немовлят та загальним забрудненням навколишнього середовища.[джерело?]

## Уродженці
- Макарій Шугайда (1690—1778) — церковний діяч і педагог, ігумен кількох василіянських монастирів у Словаччині та на Закарпатті (у Красному Броді, Бедевлі й Мукачеві), протоігумен василіян провінції святого Миколая на Закарпатті (1758—1766).